# アラン・グラフェン
アラン・グラフェン（Alan Grafen、生年不詳）はスコットランド生まれの生物学者。オックスフォード大学セント・ジョンズ・カレッジに入学しリチャード・ドーキンスの元で動物行動学、進化生物学を学んだ。現在セント・ジョンズ・カレッジの動物学教授。専門は進化ゲーム理論、数理生物学である。姓はグレーブンなどとも訳される。
グラフェンはアモツ・ザハヴィのハンディキャップ理論をESSとしてモデル化したことでよく知られている。彼はまたロナルド・フィッシャーのランナウェイ説のESSモデルも提示した。また群選択（デーム内集団選択）と血縁選択が本質的に同じものであることも指摘した。2006年には26人の生物学者、哲学者、心理学者によるエッセイ集『リチャード・ドーキンス：科学者が我々の思考法を変えた方法』を、同じくドーキンスの教え子であり元同輩であるマーク・リドレーとともに共編した。2011年王立協会フェロー選出。

## 出版物
- Modern Statistics for the Life Sciences. Co-author, with Rosie Hails. 2002.
- Richard Dawkins: How a Scientist Changed the Way We Think. Co-editor, with Mark Ridley. 2006.